# Flodsparvpapegoja
Flodsparvpapegoja (Forpus crassirostris) är en fågel i familjen västpapegojor inom ordningen papegojfåglar.

## Utseende
Flodsparvpapegojan är en mycket liten papegoja med grön kropp, en kort och spetsig stjärt samt ljus näbb. Hanen har blå vingad, medan honan är helgrön. 

## Utbredning och systematik
Flodsparvpapegoja förekommer från sydöstra Colombia till norra Peru och västra Brasilien. Den behandlades tidigare som underart till blåvingad sparvpapegoja (F. xanthopterygius), men urskiljs numera vanligen som egen art.

## Levnadssätt
Flodsparvpapegojan hittas i öppna skogsområden, skogsbryn, ungskog och stadsparker, men undviker vanligtvis tät skog. Den är mycket social och ses nästan alltid flockvis.

## Status
IUCN erkänner den inte som art, varför den inte placeras i någon hotkategori. 